# Cérans-Foulletourte
Cérans-Foulletourte est une commune française, située dans le département de la Sarthe en région Pays de la Loire, peuplée de 3 365 habitants.
La commune fait partie de la province historique du Maine, et se situe dans le Haut-Maine (Maine blanc).

## Géographie

### Localisation
Cérans-Foulletourte est une commune du sud de la Sarthe, située à 24 km au sud du Mans.

### Communes limitrophes
| La Suze-sur-Sarthe                | Roézé-sur-Sarthe         | Parigné-le-Pôlin |
| Mézeray                           | Cérans-Foulletourte      | Yvré-le-Pôlin    |
| Mézeray, La Fontaine-Saint-Martin | La Fontaine-Saint-Martin | Oizé             |

### Hydrographie
La commune est traversée par le Fessard, entre les bois de Saint-Hubert, de Courcelles et de l'Augonay, et bordée par de nombreuses petites rivières.

### Climat
Pour des articles plus généraux, voir Climat des Pays de la Loire et Climat de la Sarthe.
En 2010, le climat de la commune est de type climat océanique dégradé des plaines du Centre et du Nord, selon une étude du CNRS s'appuyant sur une série de données couvrant la période 1971-2000. En 2020, Météo-France publie une typologie des climats de la France métropolitaine dans laquelle la commune est exposée à un climat océanique et est dans la région climatique Moyenne vallée de la Loire, caractérisée par une bonne insolation (1 850 h/an) et un été peu pluvieux.
Pour la période 1971-2000, la température annuelle moyenne est de 11,3 °C, avec une amplitude thermique annuelle de 14,6 °C. Le cumul annuel moyen de précipitations est de 695 mm, avec 11 jours de précipitations en janvier et 6,8 jours en juillet. Pour la période 1991-2020, la température moyenne annuelle observée sur la station météorologique de Météo-France la plus proche, sur la commune de Luché-Pringé à 14 km à vol d'oiseau, est de 12,4 °C et le cumul annuel moyen de précipitations est de 658,2 mm,. Pour l'avenir, les paramètres climatiques de la commune estimés pour 2050 selon différents scénarios d'émission de gaz à effet de serre sont consultables sur un site dédié publié par Météo-France en novembre 2022.

## Urbanisme

### Typologie
Au 1er janvier 2024, Cérans-Foulletourte est catégorisée bourg rural, selon la nouvelle grille communale de densité à sept niveaux définie par l'Insee en 2022.
Elle appartient à l'unité urbaine de Cérans-Foulletourte, une unité urbaine monocommunale constituant une ville isolée,. Par ailleurs la commune fait partie de l'aire d'attraction du Mans, dont elle est une commune de la couronne,. Cette aire, qui regroupe 144 communes, est catégorisée dans les aires de 200 000 à moins de 700 000 habitants,.

### Occupation des sols
L'occupation des sols de la commune, telle qu'elle ressort de la base de données européenne d’occupation biophysique des sols Corine Land Cover (CLC), est marquée par l'importance des territoires agricoles (61,9 % en 2018), en diminution par rapport à 1990 (64,5 %). La répartition détaillée en 2018 est la suivante : 
prairies (30,7 %), forêts (27,9 %), zones agricoles hétérogènes (16,4 %), terres arables (14,8 %), zones urbanisées (6,3 %), zones industrielles ou commerciales et réseaux de communication (2 %), milieux à végétation arbustive et/ou herbacée (1,9 %). L'évolution de l’occupation des sols de la commune et de ses infrastructures peut être observée sur les différentes représentations cartographiques du territoire : la carte de Cassini (XVIIIe siècle), la carte d'état-major (1820-1866) et les cartes ou photos aériennes de l'IGN pour la période actuelle (1950 à aujourd'hui).

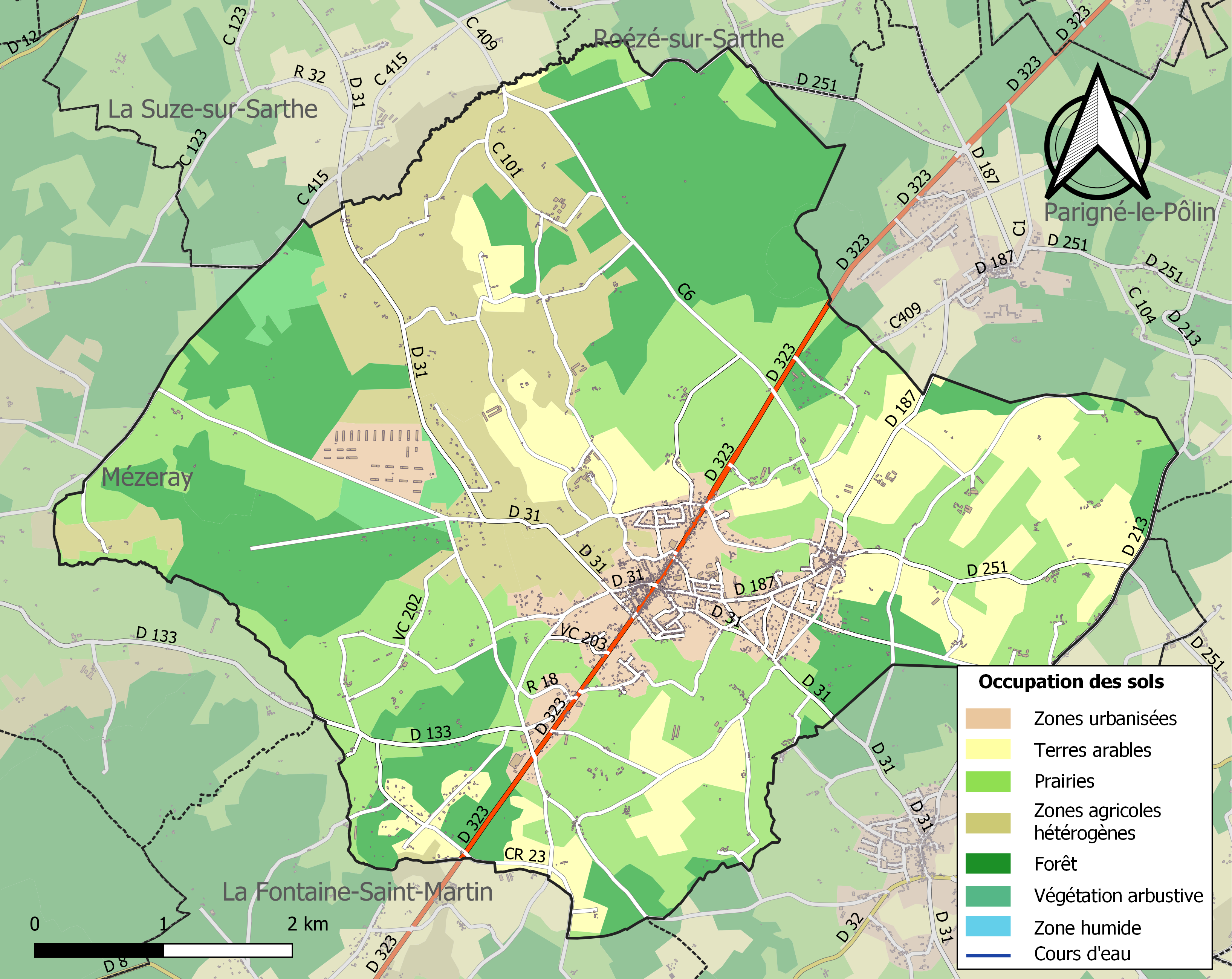
Carte des infrastructures et de l'occupation des sols de la commune en 2018 (CLC).

## Toponymie
Le nom de la localité de Cérans est attesté sous les formes Acerens en 1109 et Sereens et Serant en 1342. L'origine du toponyme est obscure.
Le gentilé est Céranais-Foulletourtois.

## Politique et administration

### Liste des maires
| Période                                  | Période                       | Identité                     | Étiquette | Qualité |
| ---------------------------------------- | ----------------------------- | ---------------------------- | --------- | --- |
| Les données manquantes sont à compléter. |                               |                              |           | |
| 1870                                     | 1871                          | Jacques Letourmy (1812-1897) |           | |
| 1871                                     | 1876                          | Frédéric Drouard             |           | |
| 1876                                     | 1877                          | Edouard Doré                 |           | |
| 1878                                     | 1884                          | Jacques Letourmy (1812-1897) |           | |
| 1884                                     | 1888                          | Clément Drouard              |           | |
| 1888                                     | 1896                          | Jacques Letourmy (1812-1897) |           | |
| 1896                                     | 1900                          | Émile Jupin                  |           | |
| 1900                                     | après 1928                    | Émile Pottier                | Rad.      | Propriétaire Conseiller d'arrondissement (1919 → ?)                                                                   |
| Les données manquantes sont à compléter. |                               |                              |           | |
| avant 1950                               | mars 1959                     | Auguste Lalande              |           | |
| mars 1959                                | mars 1983                     | Michel Maurice               |           | Pharmacien |
| mars 1983                                | mars 2008                     | Gérard Véron                 | DVD       | Agriculteur Conseiller général de Pontvallain (1993 → 2015) Président de la CC du canton de Pontvallain (1994 → 2008) |
| mars 2008                                | mai 2020                      | Gérard Dufour                | DVD       | Gardien de la paix |
| mai 2020                                 | En cours (au 19 janvier 2021) | Élisabeth Moussay            | DVD       | Ancienne adjointe |

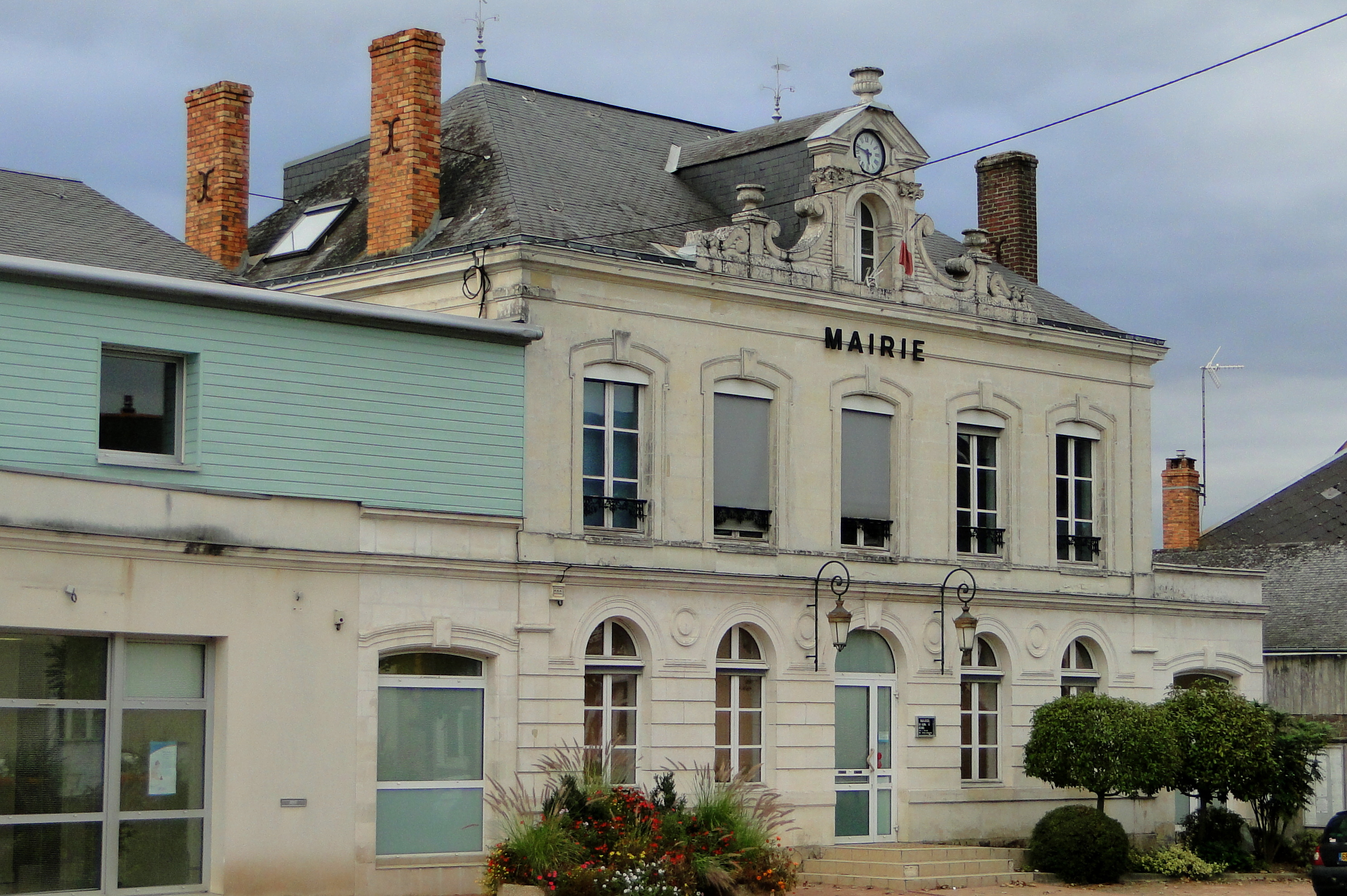
La mairie.

Le conseil municipal est composé de vingt-trois membres dont le maire et six adjoints.

### Jumelages
- Visbek (Allemagne)[réf. nécessaire].
- Chapel St Leonards (Royaume-Uni) depuis 1996.

## Population et société

### Démographie
L'évolution du nombre d'habitants est connue à travers les recensements de la population effectués dans la commune depuis 1793. Pour les communes de moins de 10 000 habitants, une enquête de recensement portant sur toute la population est réalisée tous les cinq ans, les populations de référence des années intermédiaires étant quant à elles estimées par interpolation ou extrapolation. Pour la commune, le premier recensement exhaustif entrant dans le cadre du nouveau dispositif a été réalisé en 2008.
En 2022, la commune comptait 3 365 habitants, en évolution de −0,21 % par rapport à 2016 (Sarthe : −0,25 %, France hors Mayotte : +2,11 %).
| 1793  | 1800  | 1806  | 1821  | 1831  | 1836  | 1841  | 1846  | 1851  |
| ----- | ----- | ----- | ----- | ----- | ----- | ----- | ----- | ----- |
| 1 524 | 1 706 | 1 683 | 1 874 | 2 324 | 2 375 | 2 432 | 2 686 | 2 546 |

| 1856  | 1861  | 1866  | 1872  | 1876  | 1881  | 1886  | 1891  | 1896  |
| ----- | ----- | ----- | ----- | ----- | ----- | ----- | ----- | ----- |
| 2 463 | 2 476 | 2 383 | 2 420 | 2 383 | 2 307 | 2 209 | 2 218 | 2 197 |

| 1901  | 1906  | 1911  | 1921  | 1926  | 1931  | 1936  | 1946  | 1954  |
| ----- | ----- | ----- | ----- | ----- | ----- | ----- | ----- | ----- |
| 2 140 | 2 193 | 2 170 | 1 954 | 1 913 | 1 894 | 1 769 | 1 702 | 1 692 |

| 1962  | 1968  | 1975  | 1982  | 1990  | 1999  | 2006  | 2008  | 2013  |
| ----- | ----- | ----- | ----- | ----- | ----- | ----- | ----- | ----- |
| 1 762 | 1 738 | 2 014 | 2 226 | 2 296 | 2 445 | 2 998 | 3 156 | 3 288 |

| 2018  | 2022  | - | - | - | - | - | - | - |
| ----- | ----- | - | - | - | - | - | - | - |
| 3 379 | 3 365 | - | - | - | - | - | - | - |

### Équipements socio-culturels
- Espace Gérard Véron : cet établissement accueille une médiathèque, l'accueil loisirs, le multi-accueil, la salle des Aînés ruraux, un gymnase, etc.

### Sports
L'Association sportive de Cérans-Foulletourte fait évoluer une équipe de football en division de district.

## Économie
Nombreux commerces, profitant du passage de la RN 23.

## Culture locale et patrimoine

### Lieux et monuments
- Église Notre-Dame de Foulletourte du XIXe siècle et son clocher du XVe siècle. Elle abrite deux tableaux et une statue de Vierge à l'Enfant classés monuments historiques au titre d'objets[26].
- Église gothique Notre-Dame de Cérans. Elle abrite de nombreuses œuvres classées monuments historiques au titre d'objets[26].
- Chapelle du Léard, du XVIIIe siècle.
- Monument commémoratif Hercule-Sacristain-Buckmaster, 1967, érigé à la mémoire des 64 résistants déportés lors de la Seconde Guerre mondiale.
- Dolmen du Bruon (dolmen de la Pierre couverte), en limite de commune avec Parigné-le-Pôlin, classé au titre des monuments historiques[27].
- Statue[28] de Pierre Belon.

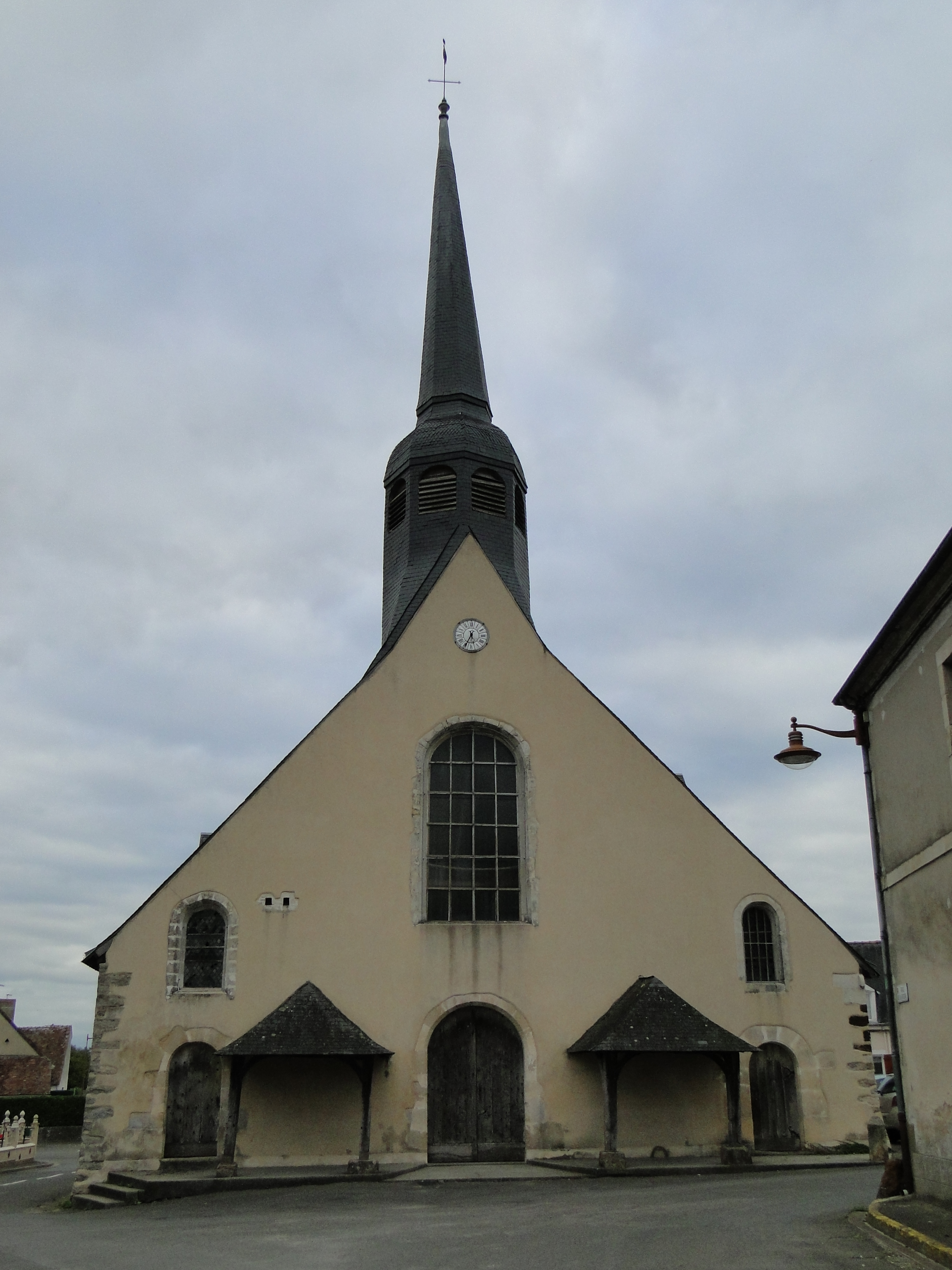
L'église Notre-Dame de Cérans.
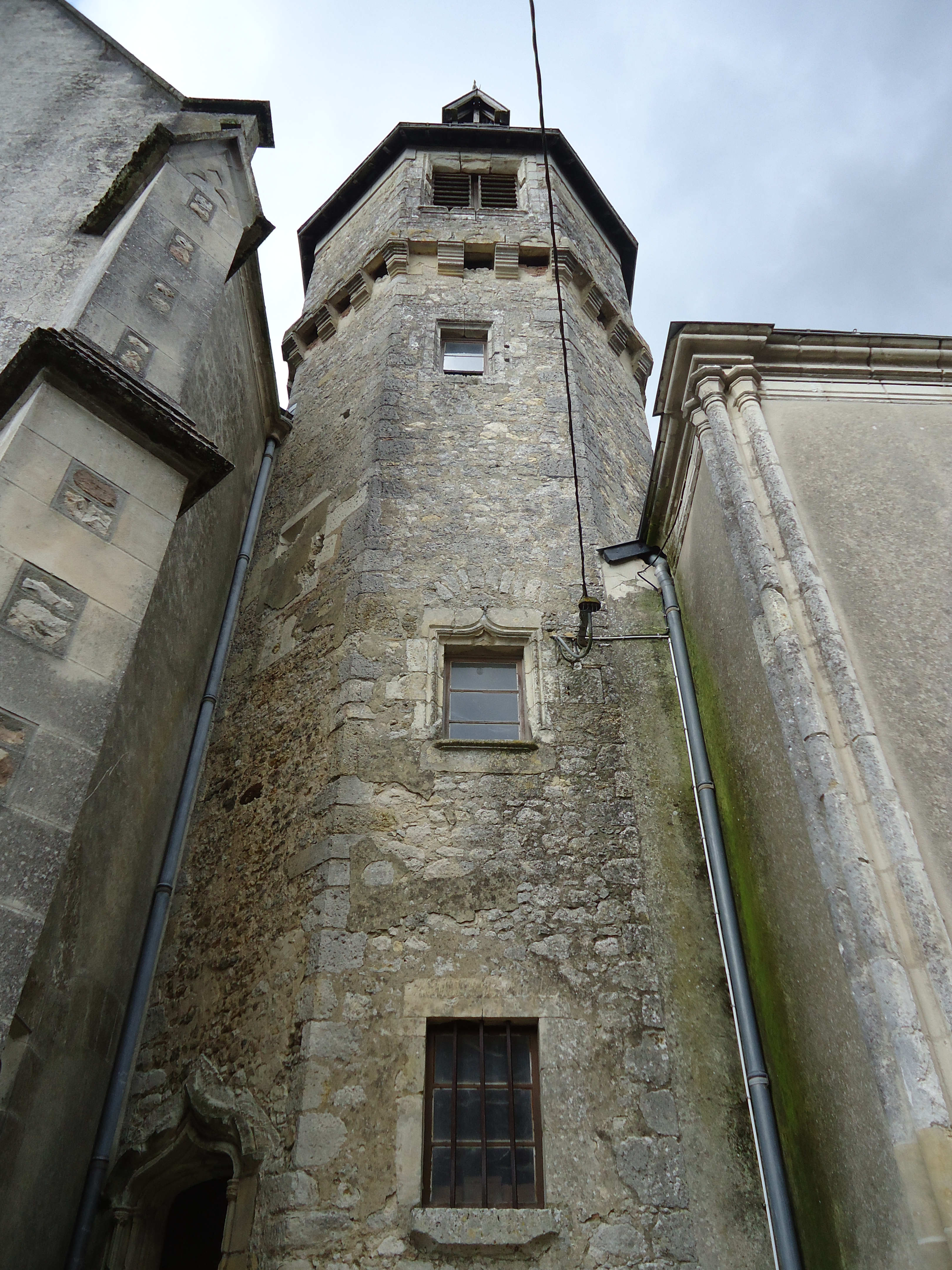
Le clocher du XVe siècle de l'église Notre-Dame de Foulletourte.
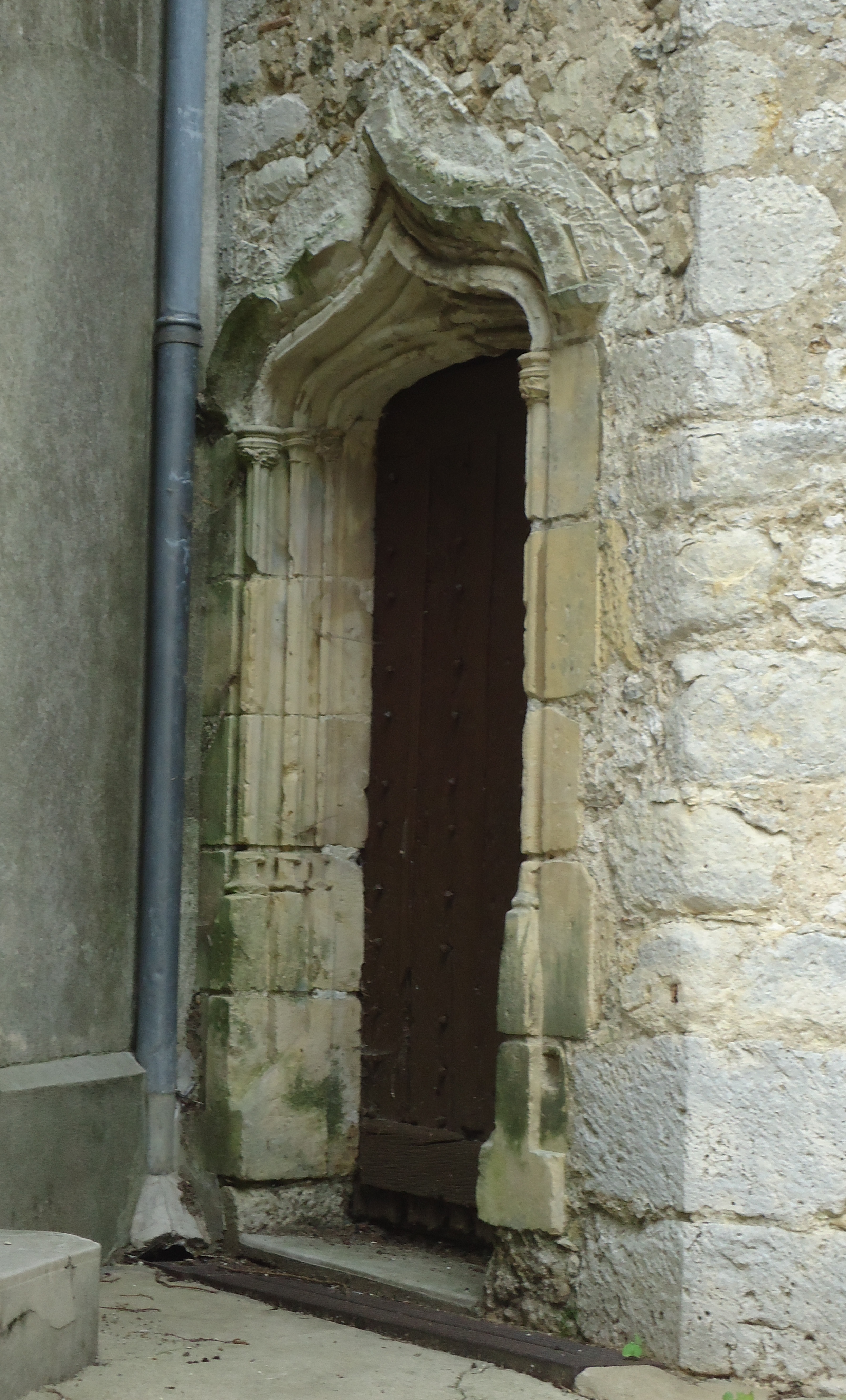
Détail du clocher de l'église Notre-Dame de Foulletourte.
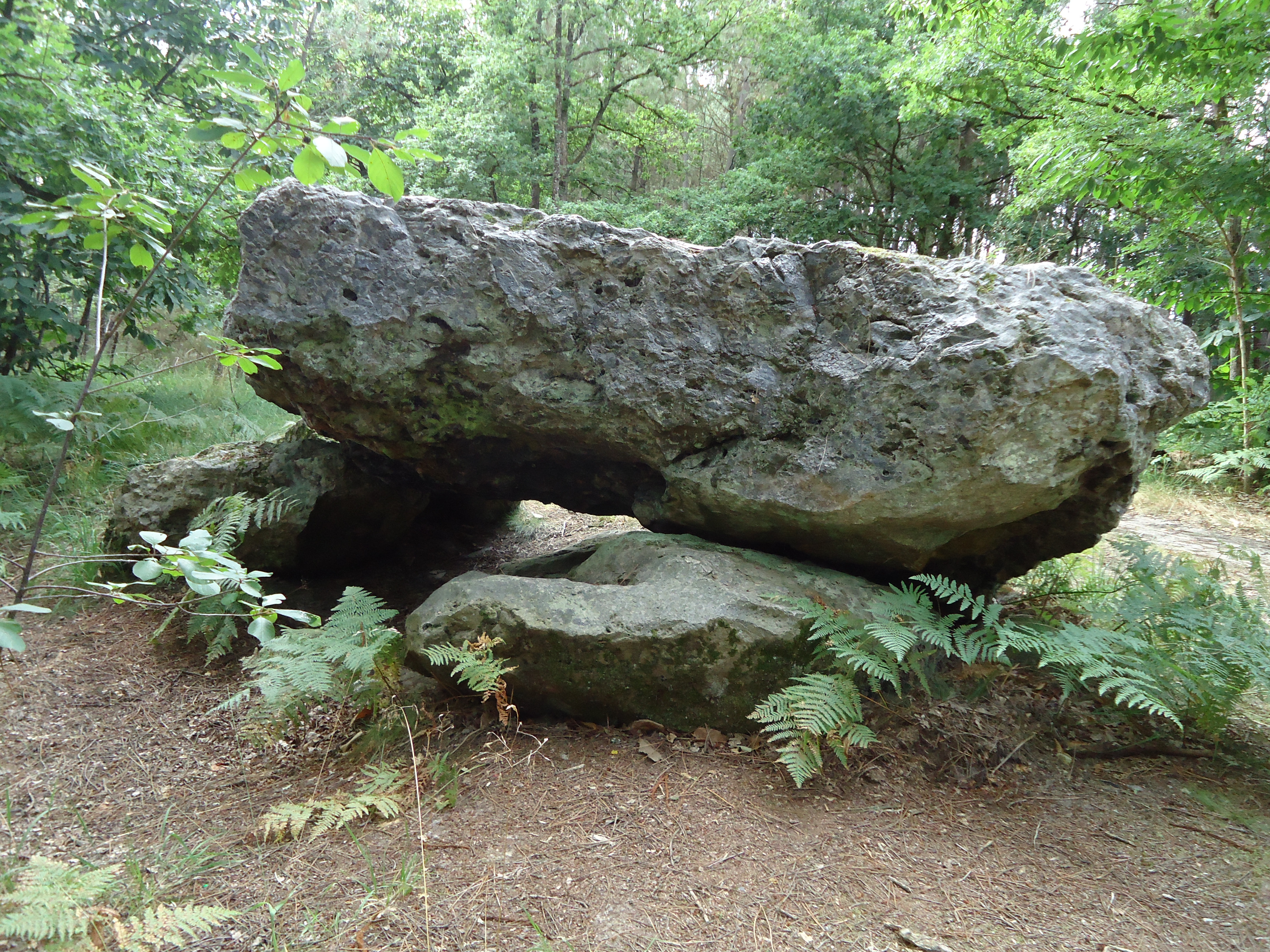
Le dolmen dit la Pierre couverte.
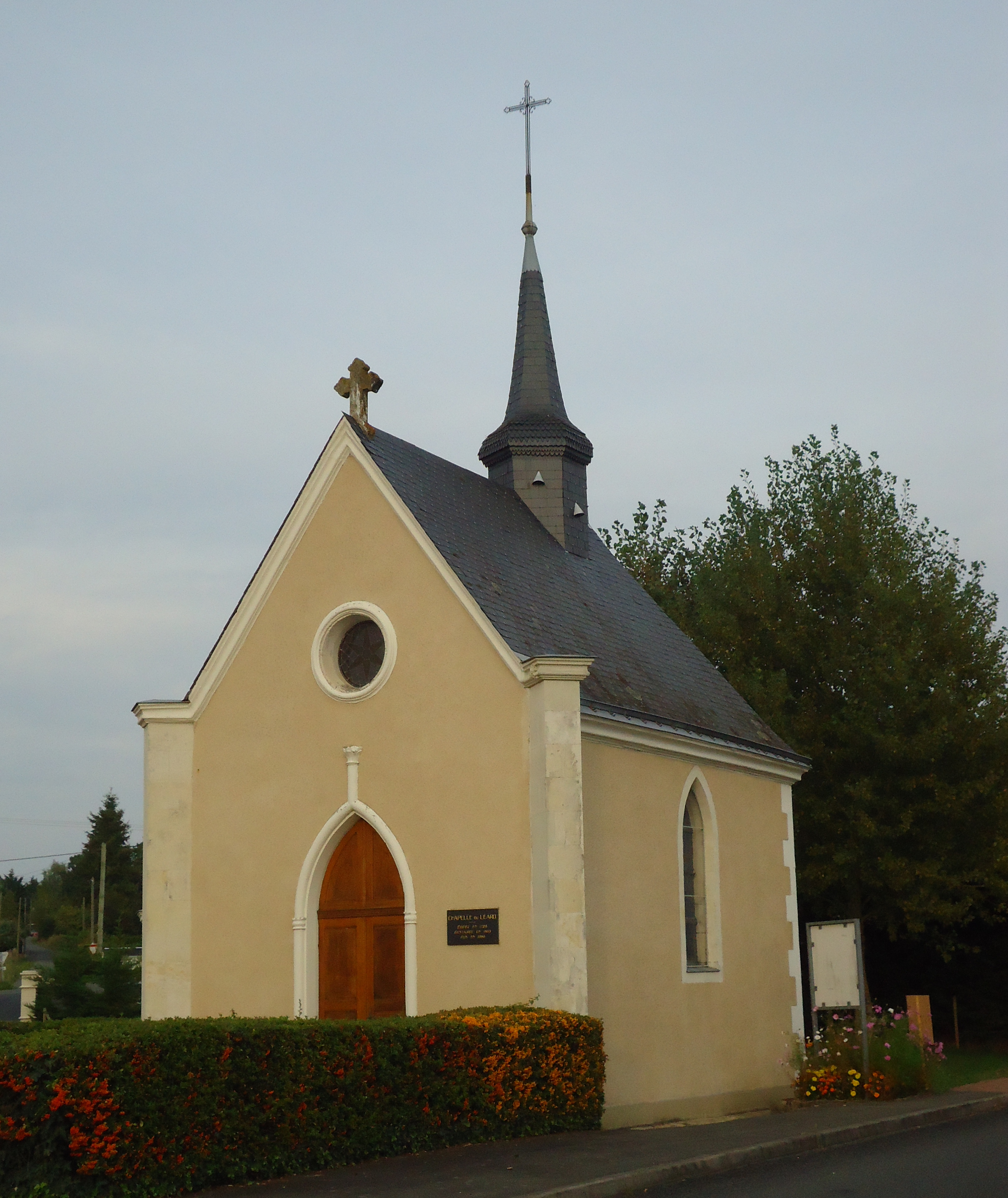
La chapelle du Léard.
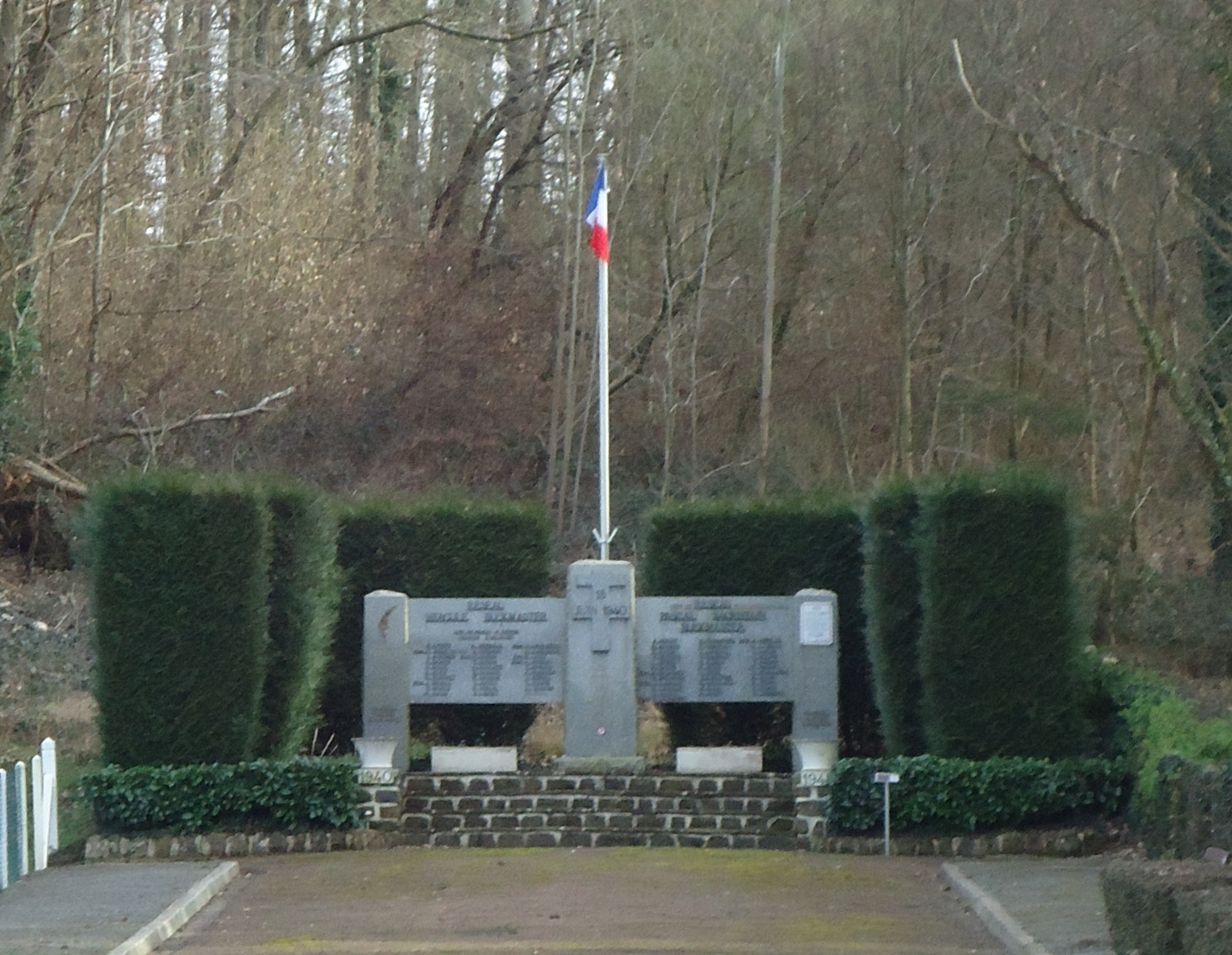
Le monument commémoratif Hercule-Sacristain-Buckmaster.

### Personnalités liées à la commune
- Pierre Belon (1517 à la Souletière, Cérans - 1564), naturaliste.
- Anne Fillon (1930-2012), historienne, y a vécu et y est morte.
- François Fillon (1954-), fils de la précédente, homme politique, a passé une grande partie de son enfance à Cérans-Foulletourte, où il fut élève à l'école municipale.

### Héraldique
| Blason de Cérans-Foulletourte | Blason  | D'or au lion de sable accompagné de huit coupeaux isolés de gueules ordonnées en orle, quatre en chef et deux à chaque flanc. |
| Blason de Cérans-Foulletourte | Détails | Le statut officiel du blason reste à déterminer.                                                                              |
| Blason de Cérans-Foulletourte | Alias   | Taillé : au 1er d'azur à la canette contournée d'or, au 2e d'or à l'amphore de gueules posée en barre.                        |